# Castle Lachlan

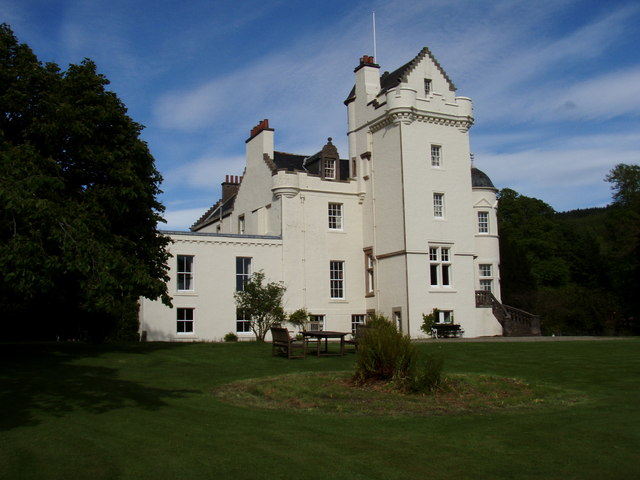
New Lachlan Castle

Castle Lachlan, auch New Lachlan Castle, ist ein Landhaus aus dem 18. Jahrhundert in Strathlachlan auf der Halbinsel Cowal in der schottischen Council Area Argyll and Bute. Donald MacLachlan, der 19. Laird, ließ es 1790 als Ersatz für das Old Lachlan Castle erbauen, das ganz in der Nähe an den Gestaden des Loch Fyne steht.
Historic Scotland hat Castle Lachlan als historisches Bauwerk der Kategorie C gelistet.
Um 1910 baute der Architekt George Mackie Watson Castle Lachlan um.